# Ристо Ячев
Ристо Г. Ячев (на македонска литературна норма: Ристо Ѓ. Јачев) е поет, романист, театарален критик, артист, новинар, редактор и преводач от Северна Македония.

## Биография
Ристо Ячев е роден във воденското село Долно Родиво (на гръцки Като Корифи), Гърция в 1942 година. Изведен е от страната в групата на така наречените деца бежанци. Завършва литература във Филологическия факултет на Университета „Кирил и Методий“ в Скопие, Югославия. Работи като артист и гимназиален учител, а после отива в Радио Скопие (днес Македонско радио), където работи като новинар и редактор до пенсионирането си. Член е на Дружеството на писателите на Македония от 1967 година.

## Творчество
Ячев е изключително плодотворен писател, като пише поезия, проза и пиеси. Освен на македонската литературна норма, пише стихове на своя роден воденски диалект. Превеждан е на много езици. Член е на Дружеството на писателите на Македония от 1967 година. Живее и работи в Скопие. Носител е на много награди от Северна Македония, а също така и на международни отличия.

### Поезия
- „Кавал и магија“, Скопје, 1967,
- „Смртта на ангелот“, Македонска книга, Скопје, 1968,
- „Маслинови гори“, „Мисла, Скопје, 1969, (с предговор от Александар Поповски), избрани стихотворения,
- „Подэемни сенки“, Скопје, 1973,
- „Димна гора“, ИЗ „Нова Македонија“, Скопје, 1974,
- „Секнати иэвори“, „Македонска книга“, Скопје, 1979,
- „Горница“, „Македонска книга“, Скопје, 1984,
- „Сопатник на сеништата“, „Наша книга“, Скопје, 1988,
- „Ехо на квечерината“, „Македонска книга“, Скопје, 1989,
- „Ангел над Христовиот гроб“, „Македонска книга“, Скопје, 1991, избрани стихотворения,
- „Камена перница“, „Култура“, Скопје, 1992,
- „Смртни песни“, Скопје, 1994,
- „Велестовски ноќи“, Скопје, 1996,
- „Вакафска эемја“, Скопје, 1998,
- „Примка“, Скопје, 1998, избрани стихотворения,
- „Жедна ноќ“, Скопје, 2000,
- „Белиот светец“, Скопје, 2002,
- „Студен мрак“, „Макавеј“, Скопје, 2005
- „„Редење на времето““, 2011

### Проза
- „Вечерни ветрови“, Библиотека „Современост“, Скопје, 1972, роман,
- „Кукла“, Скопје, 1992, роман,
- „Јаков“, Скопје, 1993, роман,
- „Патот на ангелите“, Скопје, 1996, трилогия,
- „Алексеј“, Скопје, 2001

### Драми и радиодрами
- „На север во рајот“, Скопје, 1984,
- „Балкански бордел“, Скопје,
- „Волчја эемја“, Скопје,
- „Коктел“, Скопје,
- „Моите соништа“, три драми: „Кучињата се жедни“; „Јебо те Тито“ и „Велеграѓани“, Скопје, 2000,
- „Долгиот живот на самовилското коњче“, Скопје

### Антологии
- „Антологија на македонската поеэија“, Меѓународни литературни средби „Илинден“ и „Мисам“, Скопје, 2005

### На сръбски език
- „Кавал у ватри“, „Багдала“, Крушевац, 1967, избрани стихотворения
- „Заточеникот на мракот / Заточеник мрака“ (двуезично издание на македонски и сръбски език; МИП „Нота“ Књажевац и „Мисам“, Скопје, 1996, с предговор от Ядранка Владова

### Преводи
- Добри Димитриевич: „Граѓанинот на комуната“, Скопје, 1967, превод от сръбски,
- Мирослав Валек: „Јаболко“, Скопје, 1984, превод от словашки,
- Яан Шиманович: „Барање“, Скопје, 1989, превод от словашки,
- Яан Шиманович: „Лето“, Скопје, 1994, превод от словашки

## Награди
- „Студентски збор“ за стихосбирката „Смртта на ангелот“, 1968
- „Кочо Рацин“ за стихосбирката „Секнати иэвори“, 1979
- „Стале Попов“ за романа „Кукла“, 1992
- „Златно перо“, 1994
- „Нарциса“, 1996
- „Григор Прличев“ за поемата „Вакафска эемја“, 1997
- Межднародна литературна награда „Мелник 2000“, Мелнишки вечери на поезията, България, 2002[3]